# Семенуха, Роман Сергеевич
Роман Сергеевич Семенуха (укр. Роман Сергійович Семенуха; 30 июля 1977, Харьков) — украинский политик, народный депутат Украины VIII созыва.

## Биография
В 1994 году окончил общеобразовательную школу № 104 г. Харьков. В 2009 году окончил Харьковский государственный университет питания и торговли по специальности «Экономика предприятия» и получил диплом магистра. В период 2008—2010 годов учился в Международном институте менеджмента «ЛИНК» (в рамках программ MBA).
С 2002 по 2004 год работал в компании ООО «Матадор».
С 2004 по 2007 год работал в компании «Эффект-фарм».
С 2010 года был коммерческим директором в ООО «Полигон».
С 2013 года является основателем компании «Интехсофт».
С 1997 года по 2002 год занимался активной общественной деятельностью. За это время был членом общественных организаций «Украинский студенческий союз», «Молодой Рух». Возглавлял Молодой Рух на Харьковщине. Был членом политических партий «Народный Рух Украины», «Народный Рух Украины за единство».
В 2014—2019 годах был членом общественной организации «Самопомощь».
С марта 2021 года — заместитель главы Харьковской областной государственной администрации.
25 декабря 2018 года включён в санкционный список России.

## Общественно-политическая деятельность
Член Комитета Верховной Рады Украины по вопросам информатизации и связи. Член Постоянной делегации в Парламентской ассамблее Организации Черноморского экономического сотрудничества. По данным письменной регистрации присутствует на 92 % заседаний ВР.
По данным проекта PolitEyes Роман Семенуха является наиболее эффективным инициатором поправок к законопроектам в ВР VIII созыва. По его инициативе было принято 797 поправок к законопроектам.
Является членом Провода и политсовета партии Объединение «Самопомощь», председателем Харьковской областной организации партии.
Был кандидатом в народные депутаты от политической партии «Самопомощь» на парламентских выборах 2019 года, № 12 в списке.
С ноября 2020 года избран в Харьковский областной совет VIII созыва от Шевченковского района г. Харькова от политической партии «Слуга народа». Член постоянной комиссии по вопросам бюджета Харьковского областного совета.

## Семья
Имеет двух дочерей и сына. Разведён.

## Награды
Награжден Почетной грамотой Харковской областной государственной (военной) администрации, распоряжение № 128В от 19 августа 2022 года в честь Дня Независимости.
Приказом № 211 командующего группировкой войск «Харьков» от 23 августа 2022 года награжден памятной медалью «За оборону города – героя Харьков».
Указом Президента Украины № 847/2022 от 7 декабря 2022 года, «за весомый личный вклад в государственное строительство, развитие местного самоуправления, гражданское мужество и самоотверженность, выявленные во время защиты государственного суверенитета и территориальной целостности Украины в условиях военного положения, верность Украинскому народу», награжден орденом Данила Галицкого.